# Св. св. Теодор Тирон и Теодор Стратилат (Атина)
„Св. св. Теодор Тирон и Теодор Стратилат“ (на гръцки: Ναός των Αγίων Θεοδώρων) е една от най-старите енорийски църкви на град Атина. Църквата е посветена на двама светци, Св. Теодор Тирон и Св. Теодор Стратилат.

## История
Църквата представлява кръстокуполна постройка. По сведения на вградена във фасадата мраморна плоча, храмът е бил обновен през 1065 година по времето на Николай Каломолос. Тези данни, заедно с анализа на архитектурния стил, дават основание да причисляваме строителството на църквата към още по-далечна дата.  Купулът е осмостенен. Използваният емайл с фигури стил при зидарията opus mixtum показва уменията на строителите. Големите камъни, използвани в долната част на зидарията, формират кръст. Църквата е украсена с керамични декорации в псевдокуфически стил.
В началото на Гръцката революция през 1821 година църквата е силно повредена и ремонтирана през 1840 година. Византийските стенописи са унищожени, църквата е отново изографисана през XIX век.